# Peter Wende
Peter Wende (* 17. März 1936 in Athen; † 26. Juli 2017 in Frankfurt am Main) war ein deutscher Historiker.

Nach dem Abitur 1955 in Lemgo studierte er von 1955 bis 1962 Geschichte, Englisch und Politik an der Universität Hamburg, der University of Leicester und der Universität Frankfurt am Main. 1965 wurde er an der Philosophischen Fakultät der Universität Frankfurt am Main mit der Dissertation Die geistlichen Staaten und ihre Auflösung im Urteil der zeitgenössischen Publizistik zum Dr. phil. promoviert. 1972 habilitierte er sich am Fachbereich 8 (Geschichtswissenschaften) mit der Arbeit Radikalismus im Vormärz. Untersuchungen zur politischen Theorie der frühen deutschen Demokratie. Sein akademischer Lehrer war Otto Vossler. Von 1972 bis 1994 war Wende Professor für Neuere Deutsche Geschichte an der Universität Frankfurt am Main. Er war von 1994 bis 2000 Leiter des Deutschen Historischen Instituts London (DHIL). Dort gab er den Anstoß für ein großes Editionsprojekt zu Gesandtschaftsberichten britischer Diplomaten aus den deutschen Staaten im 19. Jahrhundert.
Wende war ein ausgewiesenen Kenner der britischen Geschichte. Seine Forschungsschwerpunkte waren deutsche und englische Geschichte in der Neuzeit. Im Mittelpunkt standen dabei die Zeiten des Umbruchs. Er befasste sich mit der Epoche der Französischen Revolution, mit dem Radikalismus im Vormärz, den englischen Revolutionen des 17. Jahrhunderts, dem Verhältnis von Reform und Revolution, den Revolutionen in der Geschichte von der Frühen Neuzeit bis zur Gegenwart sowie mit Aufstieg und Niedergang des britischen Weltreichs.

## Schriften (Auswahl)
Monographien
- Die geistlichen Staaten und ihre Auflösung im Urteil der zeitgenössischen Publizistik (= Historische Studien. Bd. 396). Matthiesen, Lübeck u. a. 1966.
- Radikalismus im Vormärz. Untersuchungen zur politischen Theorie der frühen deutschen Demokratie (= Frankfurter historische Abhandlungen. Bd. 11). Steiner, Wiesbaden 1975, ISBN 3-515-01994-4.
- Probleme der englischen Revolution. Wissenschaftliche Buchgesellschaft, Darmstadt 1980, ISBN 3-534-07708-3.
- Geschichte Englands. Kohlhammer, Stuttgart u. a. 1985, ISBN 3-17-008990-0 (2. Aufl. 1995).
- Großbritannien 1500–2000 (= Oldenbourg Grundriss der Geschichte. Bd. 32). Oldenbourg, München 2001, ISBN 3-486-56180-4.
- A history of Germany (= Palgrave essential histories). Palgrave Macmillan, Basingstoke u. a. 2005, ISBN 0-333-68765-5.
- Das britische Empire. Geschichte eines Weltreichs. Beck, München 2008, ISBN 978-3-406-57073-5 (3. Aufl. 2022).

Herausgeberschaften
- mit Arnold Ruge: Der Patriotismus (= sammlung insel. Bd. 38). Insel-Verlag, Frankfurt am Main 1968.
- England als Vorbild Europas. Englische Verfassungs-, Sozial- und Wirtschaftsgeschichte 1688–1832 (= Tempora. Quellen zur Geschichte und Politik). Klett, Stuttgart 1988, ISBN 3-12-490280-7.
- mit Marie-Luise Recker: Politische Reden. Bd. 1: 1792–1867. Bd. 2: 1869–1914. Bd. 3: 1914–1945. Bd. 4: 1945–1990. Deutscher Klassiker-Verlag, Frankfurt am Main 1990–1999.
- Englische Könige und Königinnen. Von Heinrich VII. bis Elisabeth II. Beck, München 1998, ISBN 3-406-43391-X (2. Aufl. 2017).
- mit T. C. W. Blanning: Reform in Great Britain and Germany, 1750–1850. Oxford 1999.
- Große Revolutionen der Geschichte von der Frühzeit bis zur Gegenwart. München 2000, ISBN 3-406-46703-2.
- mit Sabine Freitag: British Envoys to Germany 1816–1829. Cambridge 2000.
- mit Markus Mößlang, Sabine Freitag: British Envoys to Germany 1830–1847. Cambridge 2002.